# The Coffee House
The Coffee House là thương hiệu cho một chuỗi quán cà phê tại Việt Nam, được thành lập vào năm 2014 do ông Nguyễn Hải Ninh thành lập, với trụ sở chính nằm tại Thành phố Hồ Chí Minh. Hiện nay, ông Ngô Nguyên Kha đang là tổng giám đốc điều hành cho chuỗi thương hiệu.

## Lịch sử
The Coffee House được ông Nguyễn Hải Ninh thành lập vào năm 2014. Trước đó, cùng với bạn của mình là Đinh Nhật Nam, ông Ninh cũng đã từng thành lập chuỗi cà phê Urban Station. Đến năm 2017, chuỗi cửa hàng cà phê đã mở rộng với sự xuất hiện của 60 cửa hàng tại khắp Thành phố Hồ Chí Minh. Cũng trong thời điểm này, chuỗi cửa hàng từng có ý định mở rộng hoạt động thêm mảng trà sữa khi mua nhượng quyền thương hiệu Ten Ren của Đài Loan. Tuy nhiên, sau đó 2 năm, 23 cửa hàng của Ten Ren tại Việt Nam đã dừng hoạt động vì kinh doanh thất bại. Năm 2018, công ty đã có dự định mở cửa hàng đầu tiên tại Trung Quốc hoặc Indonesia. Sau năm 5 thành lập, ông Mai Hoàng Phương thay thế cho ông Nguyễn Hải Ninh để trở thành tổng giám đốc điều hành cho chuỗi thương hiệu cà phê.
Năm 2018, The Coffee House đứng vị trí thứ hai trên thị trường chuỗi cà phê Việt Nam về doanh thu, sau Highlands Coffee và thứ tư về lợi nhuận (sau Highlands Coffee, Starbucks và Phúc Long). Tháng 7 năm 2021, The Coffee House tiếp tục thay đổi CEO sang cho Lê Bá Nam Anh. Tuy nhiên không bao lâu sau đó vào năm 2022, CEO cho chuỗi cửa hàng tiếp tục được thay thế bởi ông Ngô Nguyên Kha. Trong giai đoạn đại dịch COVID-19, The Coffe House bắt đầu có xu hướng đi chậm lại khi từ 735 tỷ đồng vào năm 2020 xuống còn 475 tỷ đồng năm 2021. Thậm chí, tính lũy kế lỗ của 3 năm 2019 đến năm 2021, doanh nghiệp đã thiệt hại 434 tỷ đồng. Tháng 10 năm 2021, một cửa hàng Signature ở quận 3, thành phố Hồ Chí Minh đã phải đóng cửa. Mặc dù vậy, đến tháng 1 năm 2023, The Coffee House đứng thứ hai tại Việt Nam về số lượng cửa hàng với 152 cửa hàng chỉ sau Highlands Coffe với 597 cửa hàng.